# Мілош Йоїч
Мілош Йоїч (серб. Miloš Jojić / Милош Јојић, нар. 19 березня 1992, Белград) — сербський футболіст, півзахисник німецького клубу «Кельн» та національної збірної Сербії.

## Клубна кар'єра
Народився 19 березня 1992 року в місті Белград. Вихованець футбольної школи клубу «Партизан».
У дорослому футболі дебютував 2010 року виступами за команду клубу «Земун», в якій провів два сезони, взявши участь у 60 матчах другого дивізіону Сербії. Більшість часу, проведеного у складі «Земуна», був основним гравцем команди.
Влітку2012 року став гравцем рідного «Партизана», за який дебютував 15 вересня в матчі Суперліги Сербії проти команди «Хайдук» (Кула), в цьому матчі він забив перший гол за новий клуб. В першому ж сезоні, зігравши 20 матчів (4 голи), допоміг команді виграти національний чемпіонат. У сезоні 2013/14 років Мілош став лідером «Партизана», за 15 матчів він забив 6 голів і віддав 7 гольових передач, ставши найкращим гравцем першої половини сезону чемпіонату Сербії. Після цього футболіста захотіли бачити в своїх рядах дортмундська «Боруссія», а також італійські «Інтернаціонале», «Мілан» і «Ювентус». В результаті, в останній день трансферного вікна, боротьбу за Йоїча виграла німецька команда.
У січні 2014 року Мілош перейшов у дортмундську «Боруссію», підписавши контракт на чотири з половиною роки. Трансфер обійшовся «Боруссії» в 2,2 млн євро. 15 лютого дебютував за нову команду в матчі з «Айнтрахтом» з Франкфурта (4:0), в якому через 17 секунд після свого виходу, першим же дотиком м'яча, відкрив рахунок своїм голам за «Боруссію». Цей гол став найшвидшим голом в Бундеслізі, забитим відразу після виходу на поле. 8 квітня 2014 року Мілош провів свій перший матч за «Боруссію» в стартовому складі проти мадридського «Реала» (2:0) і грав тоді на незвичній для себе позиції опорника. Мілош провів відмінний матч, хоча в гольових моментах не відрізнився. 
В серпні 2014 року виграв з командою Суперкубок Німеччини, проте весь матч з «Баварією» (2:0) провів на лавці запасних. Всього встиг відіграти за дортмундський клуб 19 матчів в національному чемпіонаті.

## Виступи за збірні
2011 року дебютував у складі юнацької збірної Сербії, взяв участь у 4 іграх на юнацькому рівні. Йоїч грав за збірну до 19 років) на чемпіонаті Європи 2011 року, де відзначився одним забитим голом у першому матчі проти однолітків з Туреччини (2:0) і дійшов з командою до півфіналу. 
Протягом 2012–2015 років залучався до складу молодіжної збірної Сербії. На молодіжному рівні зіграв у 21 офіційному матчі, забив 3 голи.
11 жовтня 2013 року дебютував в офіційних іграх у складі національної збірної Сербії в товариському матчі проти збірної Японії (2:0), де відзначився першим голом за збірну країни, забивши на 90-й хвилині матчу. Наразі провів у формі головної команди країни 5 матчів, забивши 1 гол.

## Досягнення
Командні
 «Партизан»
- Чемпіон Сербії (1) : 2012/13

 «Боруссія» (Дортмунд)
- Володар  Суперкубка Німеччини (1) : 2014

 «Рига»
- Володар  Кубка Латвії (1) : 2023